# Manole Auneanu

Bucureşti, str. Ion Oteteleşeanu nr. 5

Manole Auneanu (n. 10 octombrie 1935, Galați – d. 27 decembrie 1993 la București) a fost un scriitor, publicist și plastician român. 

## Biografie
S-a născut într-o familie de armeni (Aunian) și a frecventat Liceul „Vasile Alecsandri” din orașul natal, apoi și-a luat licența în filologie la Universitatea din București.
După decesul lui Aurel Baranga (10 iunie 1979), Manole Auneanu a fost numit în locul său redactor-șef al revistei de satiră și umor „Urzica”.
De asemenea, a mai fost redactor la „Viața Nouă” din Galați, până în anul 1959; publicist-comentator, la „Scânteia”; secretar general de redacție la „Informația Bucureștiului” (1967-1976) și publicist-comentator la „Magazin” (1984-1989).
După Revoluția Română din 1989, Manole Auneanu și-a dat demisia din funcția de șef la „Urzica” și a pornit pe cont propriu prima revistă privată postdecembristă: „Baricada”, o publicație de opoziție față de puterea fesenistă și fedesenistă, cu articole grele, pamflete, caricaturi politice etc…  O culegea la Târgoviște și o tipărea la Giurgiu, alerga cu mașina lui nu prea nouă mii de kilometri, deoarece în București nu mai putuse avea acces la o tipografie. La 14 iunie 1990 minerii i-au devastat redacția.
În aprilie 1990 pune bazele „Companiei Auneanu Libripress”, având un sector de presă și editură „Excelsior”. Editează revistele periodice „Ghilotina” și „Apostrof”, apoi primele publicații de astrologie din presa post-belică: „Horoscop Magazin”, „Horus” și „Repere literare”.

## Scrieri
- Cerul era aproape, 143 pagini, Editura pentru Literatură, 1961 - culegere de schițe într-un limbaj sobru și evocator;
- Destinul îngerilor (nuvele), 252 pagini, Editura pentru Literatură, 1965 - povestiri și nuvele, în manieră jurnalistică, literaturizată;
- Aventura nocturnă, 135 pagini, Editura militară, 1973 - etichetată de critică „oaia neagră a anilor ‘70”, pentru oglindirea bolnavă a societății românești aflată în declin, carte tradusă în mai multe limbi străine;
- Noaptea disperaților, 140 pagini, Editura Excelsior, 1993 - analiză psihologică a unor drame existențiale.
- Convorbiri cu alter ego (proză umoristică), 240 pagini, Editura Libripress, 2000 ISBN 973-9080-17-0.

## Aprecieri
- Premiul revistei „Luceafărul”, pentru volumul de debut;
- Premiul internațional „Alek”, (proză scurtă), pentru „rafinamentul stilistic, suspansul epic și mirajul construcției literare”.